# Delta2 Canis Minoris
Delta2 Canis Minoris (δ2 CMi / 8 Canis Minoris) es una estrella en la constelación del Can Menor que comparte la denominación de Bayer «Delta» con otras dos estrellas, Delta1 Canis Minoris (δ1 CMi) y Delta3 Canis Minoris (δ3 CMi). Ninguna de ellas está relacionada con las otras. Delta2 Canis Minoris, a 136 años luz del sistema solar, es la que está más cerca de las tres.
Su magnitud aparente es +5,59, lo que la convierte en la decimocuarta estrella más brillante en su constelación.

## Características
Delta2 Canis Minoris es una estrella blanco-amarilla de la secuencia principal de tipo espectral F2V.
De características similares a Rijl al Awwa (μ Virginis), tiene una temperatura efectiva de 7181 K.
8,5 veces más luminosa que el Sol, posee una masa un 63% mayor que la del Sol y se piensa que está en la mitad de su vida como estrella de la secuencia principal.
Delta2 Canis Minoris tiene un radio un 86% más grande que el radio solar y su velocidad de rotación sobrepasa los 117,5 km/s.
En consecuencia, su período de rotación es de sólo 0,6 días, equivalente a 1/42 del que tiene el Sol.
Es una estrella solitaria sin ninguna compañera estelar conocida.
Se mueve por el espacio con una órbita galáctica más excéntrica que la del Sistema Solar (e = 0,27).